# National Youth Orchestra of Great Britain
La National Youth Orchestra of Great Britain (NYO) è un'orchestra di 165 giovani musicisti provenienti dal Regno Unito. I membri dell'orchestra sono tutti di età compresa tra i 13 ei 19 anni. I suonatori sono selezionati da provini che si svolgono nell'autunno di ogni anno in varie località del paese. Lo standard minimo necessario per un provino è ABRSM / Trinity Guildhall / London College of Music Grade 8 Distinction - anche se non è necessario aver superato esami. L'obiettivo della NYO è quello di essere "la più grande orchestra di ispirazione per i giovani" e in molti dei suoi concerti tutti i posti costano solo £ 5 per chi ha meno di 25 anni. Nel 2011 l'orchestra è stata finalista per il miglior Ensemble Award della Royal Philharmonic Society. Nel 2012 la NYO ha ricevuto la Queen's Medal for Music (Medaglia della Regina per la Musica).

## Organizzazione e Direttori passati
Ruth Railton (poi Dame Ruth King) fondò la National Youth Orchestra nel 1948. Tra i direttori che si succedettero in seguito ci sono Ivey Dickson (1966–1984), Derek Bourgeois (1984–1993), Jill White (1993–2002), e Jonathan Vaughan (2002–2007). Sarah Alexander fu nominata direttore del NYO nel 2007 ed è ora ha la carica di Amministratore Delegato e Direttore Artistico.
Ogni corso è diretto da un direttore distinto. Fra questi ci sono stati Vladimir Jurovskij, Marin Alsop, Jiří Bělohlávek, Pierre Boulez, Sir Adrian Boult, Sir Malcolm Sargent, Semyon Bychkov, Paul Daniel, Sir Andrew Davis, Sir Colin Davis, Sir Mark Elder, Iván Fischer, Edward Gardner, Antonio Pappano, Hugo Rignold, Andrew Litton, Keith Lockhart, Sir Roger Norrington, Tadaaki Otaka, Geoffrey Paterson, Sir Simon Rattle and Mstislav Rostropovich. Walter Susskind è stato un direttore fondatore della NYO ed è stato il direttore principale di diversi corsi, anche nel 1950. Più tardi nella storia del NYO, Christopher Seaman fu il direttore principale di una serie di corsi.

## Corsi
L'orchestra si riunisce tre volte l'anno durante le vacanze scolastiche, a Capodanno, Pasqua e l'estate per due settimane di corsi residenziali, allenata da insegnanti.
Il repertorio comprende una vasta gamma di opere di compositori romantici, del XX secolo e contemporanei, tra cui James MacMillan, Thomas Adès e più di recente Julian Anderson, Judith Weir e Gabriel Prokofiev. Oltre alla principale attività orchestrale hanno tempo per partecipare a una serie di attività, tra cui la musica da camera, laboratori di fisica, la danza, il canto, l'improvvisazione e stringere amicizie.
I locali dei loro concerti sono la Barbican Hall, (Londra), Symphony Hall, Birmingham, Bridgewater Hall, (Manchester), The Sage Gateshead, Philharmonic Hall, Liverpool e la Royal Festival Hall, Londra. Ogni anno si esibiscono in un Concerto Promenade nella Royal Albert Hall per festeggiare i giovani talenti britannici. Lo spettacolo del 2011, per esempio, ha compreso il Concerto di Gabriel Prokofiev per giradischi e Orchestra con DJ Switch, il Concerto per pianoforte di Britten e una Romeo & Juliet televisiva di Sergei Prokofiev al BBC Proms, la Sinfonietta di Leoš Janáček (che ha richiesto una sezione fiati allargata) diretta da Kristjan Järvi ed il capolavoro epico finale di Gustav Mahler, la Sinfonia n. 10, completata da Deryck Cooke, nell'ambito delle celebrazioni del centenario di Mahler del Southbank Centre.
Anche la musica contemporanea è una parte importante del loro repertorio. Nel mese di agosto 2010, come parte della loro esibizione al BBC Proms (che segna la conclusione del loro corso estivo) l'orchestra diede la prima londinese dell'ultimo fiore all'occhiello orchestrale del compositore britannico Julian Anderson, Fantasias, diretto da Semyon Bychkov, che era stato commissionato appositamente per la virtuosissima Orchestra di Cleveland,  che ne aveva dato la prima mondiale nel novembre 2009. La NYO diede anche la prima europea della stessa opera alla Birmingham Symphony Hall.
Nell'aprile del 2010 l'orchestra fu ampliata a un numero enorme di 173 musicisti per concentrarsi sulle opere orchestrali complete di Edgard Varèse, tra le quali la prima esecuzione nel Regno Unito del pezzo più famoso di Varese nella sua versione originale dal 1921, Amériques, sotto la direzione di Paul Daniel. Il loro concerto alla Royal Festival Hall fu il culmine della manifestazione Varèse a 360 gradi, in cui la NYO e la London Sinfonietta (sotto la direzione di David Atherton) eseguì l'intera opera di Varese durante un fine settimana, come parte del festival annuale di Ether del Southbank Centre. Dei corsi prevedono inoltre incontri tra i membri della NYO ed i musicisti più giovani, in modo che possano trasmettere la loro passione e competenza alla prossima generazione.

## Compositori
I membri della NYO hanno sempre avuto la possibilità di beneficiare di una formazione specializzata in composizione e di vedere le proprie eseguite durante i corsi NYO, di solito in modo non ufficiale. Un corso di Compositori, composto da 7 giovani compositori, dal 2010 diretto da compositori Anna Meredith e Larry goves, ora viaggia in tandem con l'orchestra durante i corsi residenziali, scrivendo pezzi per un piccolo gruppo di strumentisti ed eseguendo brevi workshop, con l'intera orchestra. In anni più recenti pezzi dei compositori sono stati eseguiti più formalmente come un evento di pre o post-concerto, dei concerti principali della NYO.

## Ispirazione
La NYO iniziò nel 1998 tenendo delle giornate aperte, come mezzo per permettere ai giovani musicisti di sperimentare il divertimento di lavorare con altri musicisti della stessa età sotto la guida di famosi insegnanti della NYO. Recentemente queste "giornate aperte" divennero  "Giorni Ispirati", in cui gli attuali membri della NYO passano la giornata con i musicisti più giovani, condividendo le loro intuizioni e ispirazioni. Questo avviene all'inizio dei corsi primaverili ed estivi della NYO e altre volte durante l'anno.